# Samuel Andrews
Pour les articles homonymes, voir Andrews.

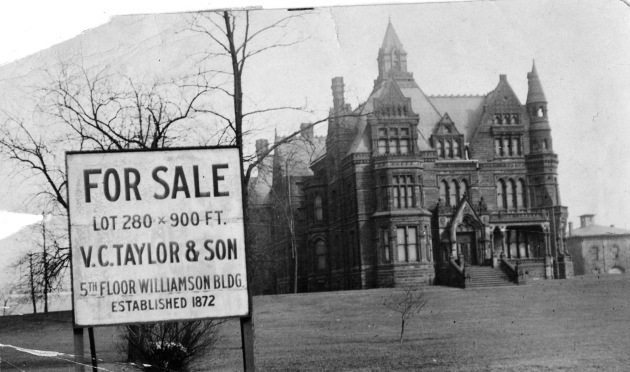
Le manoir qu’Andrews s'était fait construire à Cleveland ; il a été démoli en 1923.

Samuel Andrews (né à Oaksey dans les Cotswolds le 10 février 1836 - mort à Atlantic City (New Jersey) le 15 avril 1904) est un chimiste anglo-américain. Spécialiste des techniques de distillation, il est surtout connu comme l'un des membres fondateurs de la société de raffinage Rockefeller, Andrews & Flagler, qui donna naissance à la Standard Oil.

## Biographie
Fabricant de bougies misérable, Andrews quitta l’Angleterre pour les États-Unis juste avant que n'éclate la guerre de Sécession, et s'établit à Cleveland (Ohio).
Il fut l’un des premiers à expérimenter l’extraction d’huile minérale par pyrolyse du kérogène de pétrole extrait des puits récemment découverts dans l’ouest de la Pennsylvanie ; dès 1862, il tâcha de convaincre deux grossistes en agro-alimentaire de Cleveland de financer une entreprise qui se spécialiserait dans le raffinage : l’un d'entre eux n’était autre que le jeune John D. Rockefeller, qui comprit d’emblée tout le parti qu’il pourrait tirer des idées d’Andrews ; il décida de se lancer dans cette aventure. Fort de cet apport financier, Andrews put s'attaquer à la construction d’une colonne de raffinage et ouvrit ainsi une petite usine à Cleveland.
La journaliste Ida M. Tarbell le décrit alors comme « un génie du machinisme [qui] imagine de nouveaux procédés » pour améliorer la production. On lui attribue la découverte de la distillation fractionnée, qui permet le raffinage du pétrole brut.
Lorsqu’en 1870, Rockefeller créa la Standard Oil, Andrews se vit attribuer 16,67 % des actions de la Compagnie. Rockefeller et Flagler, ses associés les plus connus, surent développer un marketing propice à la valorisation de son savoir-faire ; mais bientôt, l’énergie et l’autorité de Rockefeller reléguèrent Andrews et Flagler lui-même au rang de seconds rôles. La santé chancelante de l’épouse de Flagler l'amena à se tourner vers la Floride, où il créa la Florida East Coast Railway et fut le promoteur des stations balnéaires de Palm Beach et Miami. Andrews, lui, partagea son temps entre l’Ohio et le New Jersey ; ayant revendu ses parts dans la Standard Oil dès 1874, laissant les frères Rockefeller désormais seuls aux commandes de la Standard Oil, il ne bénéficia pas du même retour sur investissement que ses associés. Il mourut dans un hôtel d’Atlantic City en 1904 ; son testament dissipa entre les mains de quelques héritiers un capital respectable. Le dernier actionnaire encore influent, Henry Huttleston Rogers, décida comme Flagler de diversifier ses investissements : il se lança dans le chemin de fer et mit sur pied la Virginian Railway.
Samuel Andrews, qui par ses inventions et son activité d’ingénieur à Cleveland avait rendu possible l’expansion de l’industrie pétrolière naissante, fit ainsi la fortune de quelques magnats américains.